# James Exon
John James Exon, J. James Exon, Jim Exon (ur. 9 sierpnia 1921 w Geddes, Dakota Południowa, zm. 10 czerwca 2005 w Lincoln, Nebraska) – amerykański polityk, działacz Partii Demokratycznej.
Studiował na University of Omaha. W czasie II wojny światowej służył w armii; pracował później w firmach prywatnych. W latach 1971–1979 pełnił funkcję gubernatora stanu Nebraska; w 1978 roku został wybrany do Senatu Stanów Zjednoczonych i zasiadał w nim przez trzy kadencje, do 1997 roku. Nie przegrał w karierze politycznej żadnych wyborów.